# Reial Acadèmia de Belles Arts de Nostra Senyora de les Angoixes
La Reial Acadèmia de Belles Arts de Nostra Senyora de les Angoixes és una institució espanyola fundada el 1777 i radicada a la ciutat de Granada, que es dedica a la promoció de diferents disciplines artístiques i a la defensa del patrimoni.
Té la seu al Palau de la Madrassa, que és propietat de la Universitat de Granada.

## Objectiu
Es dedica a promoure l'estudi i cultiu de la pintura, escultura, arquitectura, música i altres manifestacions artístiques i de l'arqueologia, l'estímul del seu exercici i ensenyament, així com la defensa del patrimoni històric, artístic i ambiental.

## Història
Va ser creada el 18 de gener de 1777, durant el regnat de Carles III, amb el nom d'Acadèmia del Regne de Granada, que va passar a dir-se el mateix any Escola de les Tres Nobles Arts. El 1789 va advocar-se a la Mare de Déu de les Angoixes i l'agost de 1808 la Junta Suprema va autoritzar-la a utilitzar la denominació de reial acadèmia.

## Organització
Els darrers estatuts de la institució són vigents des de 2004, dels quals s'aprovà una modificació el 2010. Amb aquesta reforma es va modificar la composició: actualment l'acadèmia està formada per 49 acadèmics de número, que es designen per la seva rellevància artística o investigadora, 18 honoraris i 150 corresponents. La institució està dividida en les seccions:
- Pintura
- Gravat
- Disseny i arts tecnovisuals
- Escultura
- Arquitectura
- Música

L'acadèmia forma part de l'Institut d'Acadèmies d'Andalusia i també manté col·laboracions habituals amb altres entitats o organismes. També concedeix condecoracions a institucions en reconeixement de la seva tasca.